# Aloinella venezuelana
Aloinella venezuelana là một loài rêu trong họ Pottiaceae. Loài này được D.G. Griffin mô tả khoa học đầu tiên năm 1975.